# Joe Didulica
Joseph Anthony « Joey » Didulica, né le 14 octobre 1977 à Geelong (Australie), est un footballeur qui a la double nationalité croate et australienne. Il évoluait au poste de gardien de but avec l'équipe de Croatie.

## Carrière

### En club
- 1995-1996 : North Geelong Warriors   Australie
- 1996-1999 : Melbourne Knights  Australie
- 1999-2003 : Ajax Amsterdam -  Pays-Bas
  - 2001 : Germinal Beerschot Anvers  -  Belgique  (prêt)
- 2003-2006 : Austria Vienne -  Autriche
- 2006-2011 : AZ Alkmaar -  Pays-Bas

### En équipe nationale
Il a eu sa première cap en avril 2004 à l'occasion d’un match contre l'équipe de Macédoine.
Didulica participe à la coupe du monde 2006 avec l'équipe de Croatie.

## Palmarès
Austria Vienne
- Championnat d'Autriche
  - Champion (1) : 2006
- Coupe d'Autriche
  - Vainqueur (2) : 2005, 2006
- Supercoupe d'Autriche
  - Vainqueur (1) : 2004

 AZ Alkmaar
- Championnat des Pays-Bas
  - Champion (1) : 2009